# 越谷梅林公園

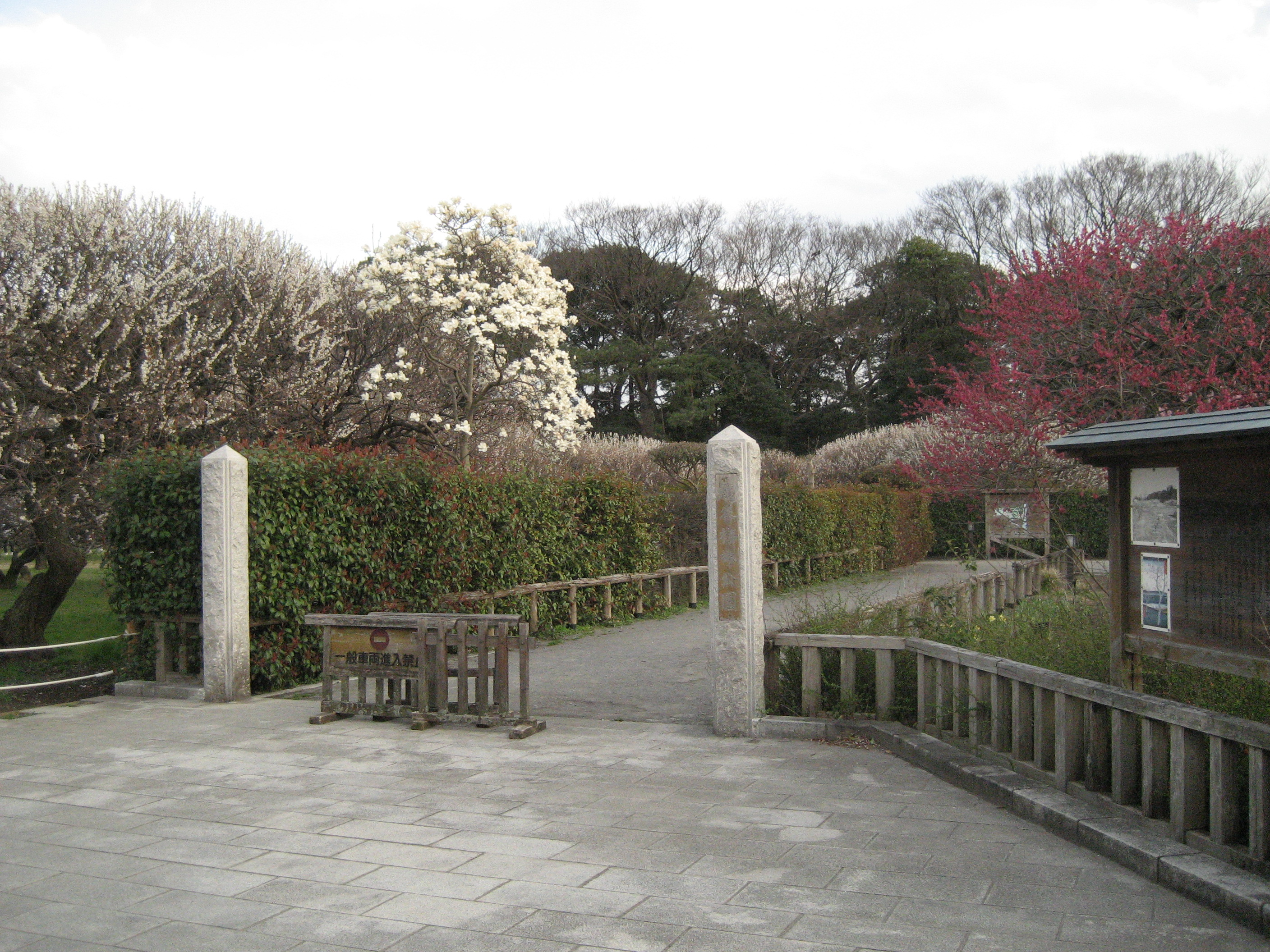
越谷梅林公園正面

越谷梅林公園（こしがやばいりんこうえん）は、埼玉県越谷市大林にある都市公園。

## 概要

### 開園経緯
この公園周辺の大林・大房地区は、それまでの桃に替わり昭和30年頃からは梅の生産が盛んになっていたが、人口の急激な増加に伴って宅地化が進み果樹園や畑は次第に残り少なくなった。
梅林や養鶏場が存続していた当地も1987年2月に住宅建設が計画されたが、「昔ながらの梅の名所を残したい」と越谷市が用地買収して整備を進め、公園として1988年2月に開園した。

### 都市公園化
2022年（令和4年）6月24日公布にて越谷市都市公園条例の一部が改正され（施行は同年7月1日）、当公園は都市公園法に基づく都市公園（種類：住区基幹公園、種別：近隣公園）として位置付けられた
。なおこれにより当公園でイベントの開催や公園施設（例：自治会による防災倉庫等）の設置などを行なう際には、それまでの行政財産使用許可申請ではなく、公園内行為許可・公園施設設置許可・公園施設占用許可などの申請へと手続きが切り替わった。

## 見所

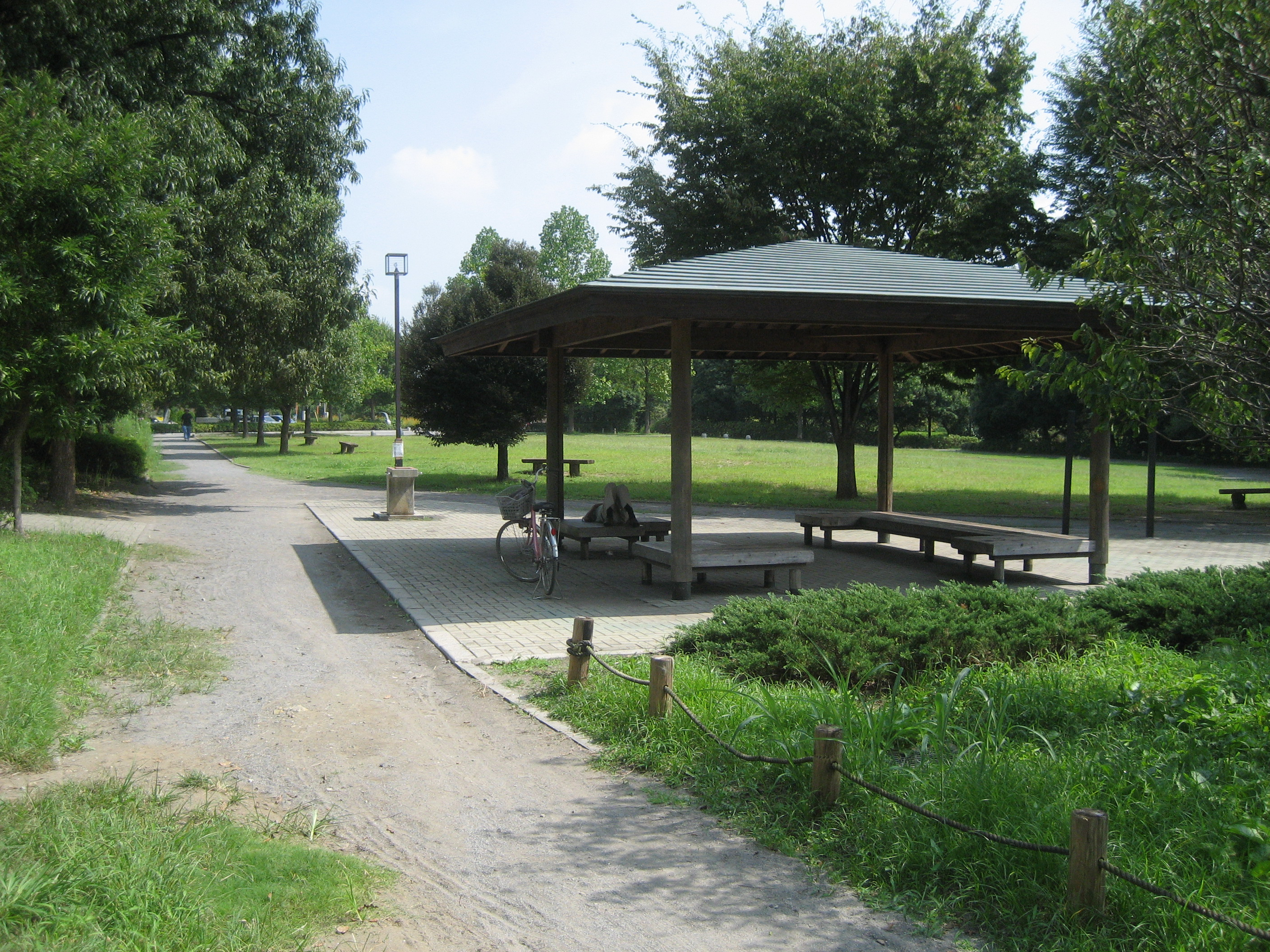
芝生広場付近

元荒川左岸沿いの約2.56ヘクタールの敷地内には、現在白梅、紅梅、白加賀、晩白加賀（おくしろかが）など約240本が植えられ、この他に梅の見本園として33種類66本の梅の木が植えられている。梅の木、公園内はよく手入れされており、梅の木の他に児童広場や生垣広場、芝生広場、ゲートボール場が設置されており、梅の花の時期以外でも散策などには最適である。
また、シンガーソングライターのいもと。による楽曲「Get Back」のPVの舞台としても使用された。

## 行事・イベント

### 梅まつり
1995年から毎年3月上旬に2日間にわたって開催されており、茶会（野点）や甘酒の無料サービス、草花の販売、地元自治会等による模擬店の出店などで賑わう。

### 梅の実収穫体験
1993年から毎年6月に梅の実の収穫体験が行われている。
この行事は「自然とふれあい、収穫の喜びと楽しさを体感してもらうこと」を目的として越谷市が実施しており、事前に抽選で選ばれた希望者や市内の小・中学校の児童・生徒が参加している。

## 施設案内
- 住所：埼玉県越谷市大林203-1[10]
- 駐車場：10台[10]（イベント開催時は利用不可になることがある）
- 入園料：無料（24時間開放）
- トイレ：2棟（男／女／多目的（身障者等））
- 休憩場所：あずまや2棟、ベンチ等
- 公衆電話ボックス：1基
- 自動販売機（飲料系）
- 防災備蓄倉庫：1棟[11]

## 周辺
- 国道4号草加バイパス
- 埼玉県道325号大野島越谷線（当該県道に面して立地している）
- 宮内庁埼玉鴨場（隣接している）

## アクセス
- 電車：東武伊勢崎線北越谷駅西口から徒歩約20分[10]
- 車：国道4号（東京方面より）元荒川橋交差点を北越谷駅方面に右折約2分。